# Hidrogeologie

Ramurile hidrologiei

Hidrogeologia este una din științele naturii, care este dedicată problematicii complexe a apele subterane: originea și formarea, formele de zăcământ, legile de curgere, regimul și resursele apelor subterane, interacțiunea cu rocile, calitatea și condițiile care determină folosirea în diferite scopuri, regularizarea sau eliminarea din terenurile acvifere.
Toate rocile care compun scoarța terestră conțin, până la o anumită adâncime, cantități variabile de apă. Apa respectivă se găsește fie în compoziția mineralelor, fie îmbibând porii, fisurile, crăpăturile și golurile scoarței.
Această știință este importantă pentru minerit, cu toate că afectează și provoacă dificultăți în timpul lucrului subteran, și pentru alimentare (oameni, mașini).